# عبد الله البريمي
عبد الله البريمي (23 يناير 1980 -) هو إذاعي في إذاعة القرآن الكريم بأبوظبي، و إمام وخطيب إسلامي.

## حياته ونشأته
عبد الله بن عبد الكريم البريمي حاصل على ماجستير في الشريعة عام 2010 م.ولد في 23 يناير 1980 في مدينة الشارقة بالإمارات، حصل على ماجستير شريعة (الفقه المقارن) عام 2010 م بتقدير امتياز، كما نال دبلوم كامبردج الدولي لمهارات تقنية المعلومات، وحاليا يُـعِـدّ لرسالة الدكتوراه في الشريعة بالجامعة الإسلامية العالمية في ماليزيا.

## مسيرته
- يتمتع بصوت عذب وروعة الأداء
- شغل منصب القائم بأعمال رئيس قسم الوعظ في دائرة الشؤون الإسلامية بالشارقة من سنة 1999 إلى 2001
- كان أول تسجيل له هو لسورتي لقمان ويس سنة 2000 م
- مسؤول شعبتي الأئمة والخطباء -دائرة الشؤون الإسلامية- بنفس المدينة سنتي 2005 و2006
- امام وخطيب مسجد محمد هامل الغيث بمدينة أبوظبي .
- مذيع في إذاعة القرآن الكريم بأبوظبي - استشاري أسري.
- منذ سنة 2010 وهو الإمام والخطيب في فرع الهيئة العامة للشؤون الإسلامية والأوقاف بمدينة أم القيوين.
- يعتبر المشرف العام بمراكز تحفيظ القرآن الكريم بفرع الهيئة العامة للشؤون الإسلامية والأوقاف بني ياس بأبو ظبي منذ سنة 2010 إلى حدود اليوم
- قارئ القرآن الكريم
- له بعض الاناشيد والأدعية المسجلة،
- له العديد من الإصدارات التي انتشرت في الوطن العربي والإسلامي والعالم.

## روابط خارجية
- القرآن بصوت القارئ عبد الله البريمي
- الحساب الخاص على تويتر